# Dopravní podnik hlavního města Prahy

Logo

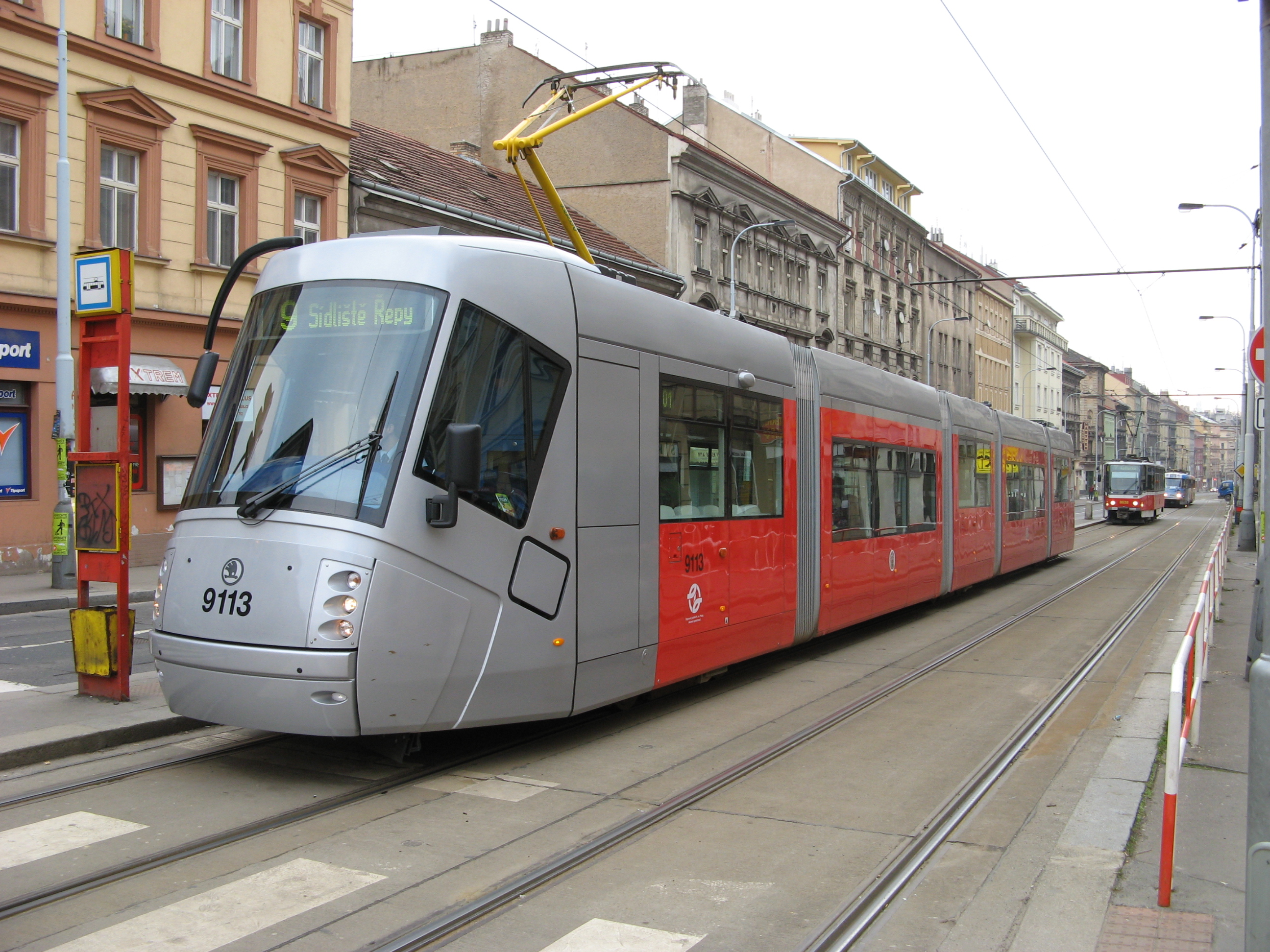
Straßenbahn-Gelenkwagen Škoda 14T in der Haltestelle U Zvonu

Dopravní podnik hlavního města Prahy a.s. (DPP; deutsch etwa „Verkehrsbetrieb der Hauptstadt Prag AG“) ist die Bezeichnung des städtischen Verkehrsunternehmens der tschechischen Hauptstadt Prag. Die Aktiengesellschaft betreibt 33 Straßenbahnlinien (davon 24 in Tagesverkehr und neun im Nachtverkehr), drei U-Bahn-Linien, zahlreiche Omnibus-Linien, eine Oberleitungsbus-Linie und eine Standseilbahn. Die Aktiengesellschaft steht zu 100 % im Eigentum der Stadt Prag.
Der größte Anteil der wirtschaftlichen Tätigkeit konzentriert sich auf den Prager integrierten Verkehr, organisiert von der Stadt Prag und umliegenden Gemeinden über den Verkehrsverbund PID bzw. ROPID (Pražská integrovaná doprava). Zum Verbund gehören auch privat organisierte Unternehmen, wie sechs private Busgesellschaften, der Ersatzverkehr für die Tschechische Bahn (ČD) sowie zahlreiche Servicegesellschaften. Beschäftigt werden 12.956 Mitarbeiter, der Umsatz der Verkehrsbetriebe beträgt 2.970,635 Millionen Tschechische Kronen im Jahr.

## Verkehrsmittel

### U-Bahn

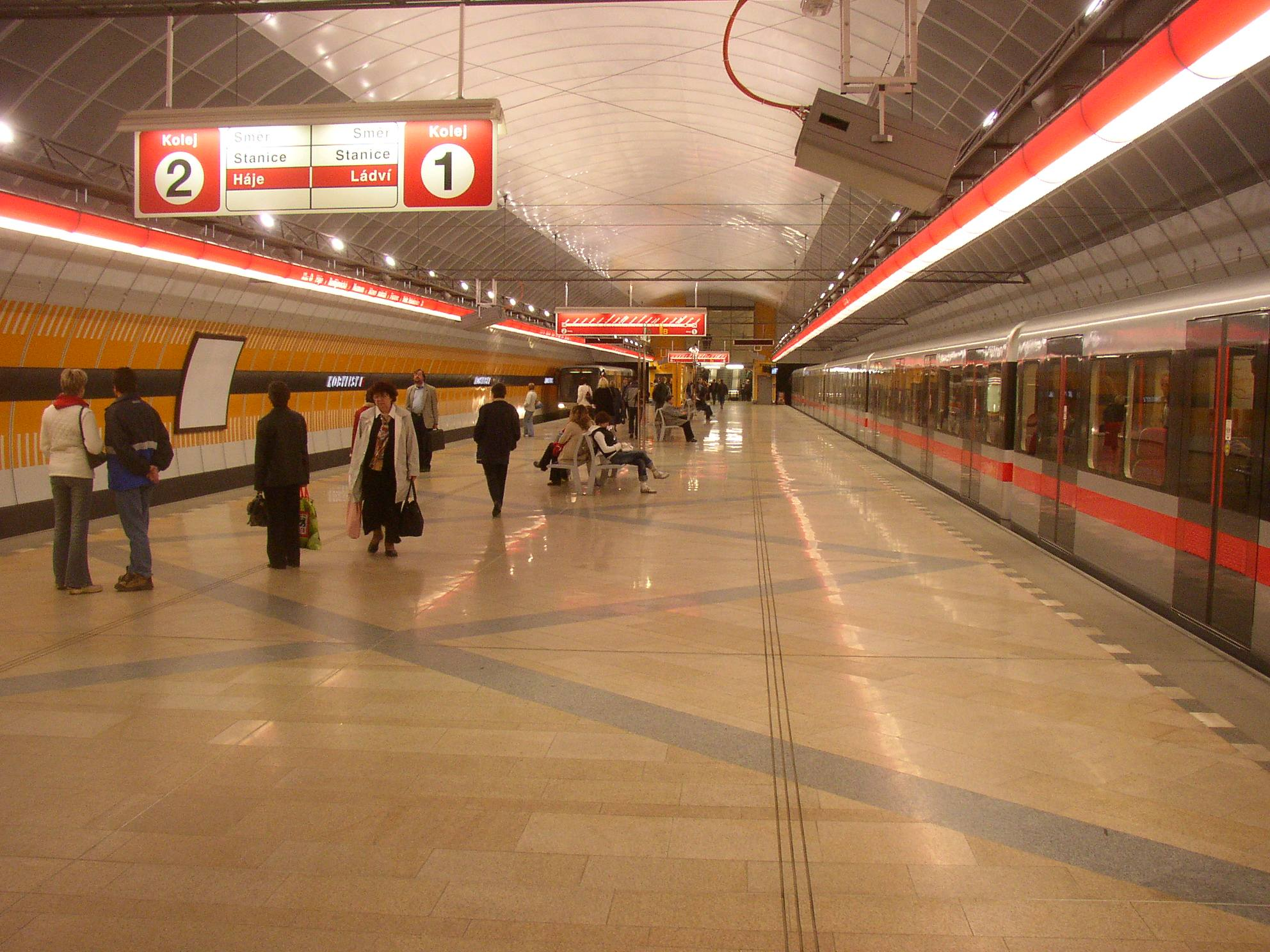
U-Bahn-Station Kobylisy

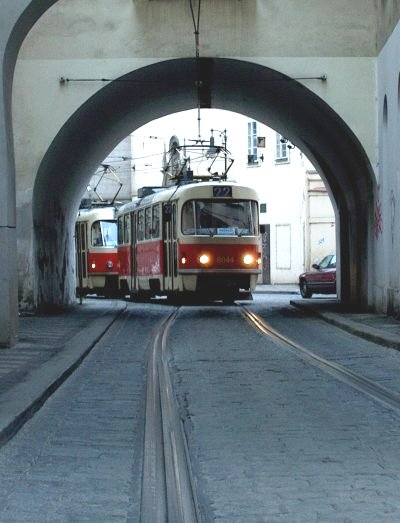
Prager Straßenbahn auf der Gleisverschlingung im Stadtteil Kleinseite

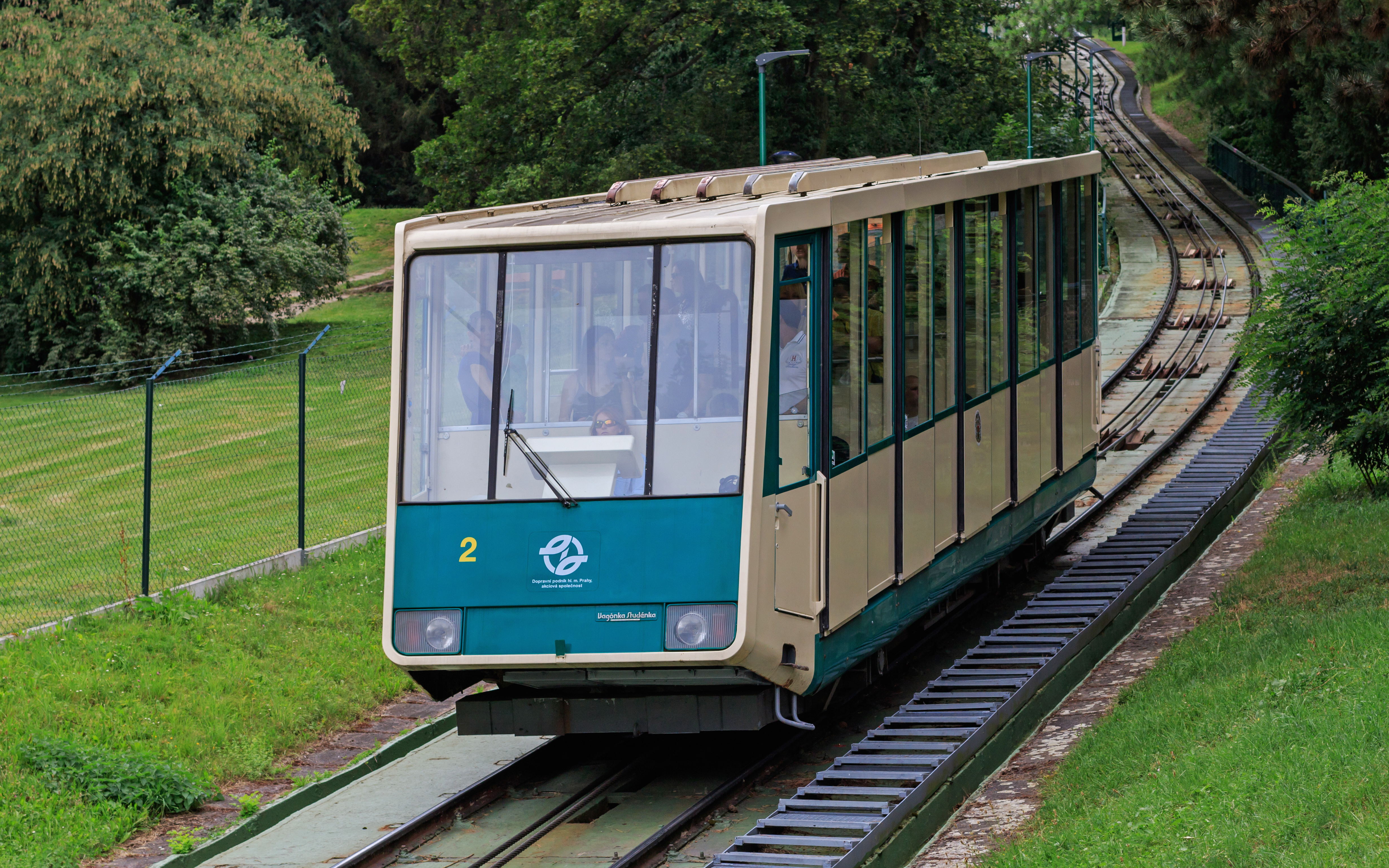
Standseilbahn auf den Petřín

Die Prager U-Bahn (Metro) verfügt über drei Linien. Diese tragen die Buchstaben A, B und C und sind durch die Farben Grün, Gelb und Rot gekennzeichnet. Sie beförderten im Jahre 2008 etwa 596.893.000 Fahrgäste.

### Straßenbahn
Die Straßenbahn in Prag wurde am 23. September 1875 als Pferdebahn in Betrieb genommen. 1896 ist durch František Křižík die erste elektrische Straßenbahn zwischen Prag, Libeň und Vysočany eröffnet worden. Am 1. September 1897 folgte mit der Anbindung der Gemeinde Košíře, heute Stadtteil von Prag, die erste elektrische Bahn auf dem linken Ufer der Moldau, der Letná-Straßenbahn. Derselbe Tag markiert auch das Gründungsdatum des heutigen Unternehmens. 1898 wurden alle Pferdebahnen der Stadt durch die Verkehrsgesellschaft übernommen und bis 1905 elektrifiziert. In den folgenden Jahren wuchs das Netz von 55,2 Kilometern 1908 über 77 Kilometer 1913, 104 1929 bis auf 133 im Jahr 1939 an.
Der Zweite Weltkrieg fügte der Bahn kaum Schäden zu, so dass der Betrieb nach kurzem Stillstand bereits am 8. Mai 1945 wieder aufgenommen werden konnte. Bis 1957 wurde das Netz auf 172 Kilometer ausgebaut. Durch einige Stilllegungen hat das heutige Netz nur noch eine Länge von 136 Kilometern. Die 34 auf diesem Netz verkehrenden Linien haben zusammen eine Linienlänge von 540,6 Kilometern und transportierten 2004 356,834 Millionen Fahrgäste. Heute übernimmt die Straßenbahn rund ein Drittel des gesamten ÖPNV-Aufkommens in der Stadt.
Eine historische Straßenbahnlinie verkehrt zwischen dem 1. April und dem 19. November jeweils am Wochenende und an den Feiertagen. Sie hat seit dem Frühjahr 2017 die Nummer 41. Sie musste die bisherige Nummer 91 abgeben, welche von einer Nachtlinie übernommen wurde.

### Omnibus
Die Verkehrsgesellschaft betreibt 176 Omnibuslinien in der Stadt. Im Jahre 2008 wurden mit ihnen rund 308,112 Millionen Fahrgäste befördert.

### Oberleitungsbus
Zwischen 1936 und 1972 verkehrten in Prag erstmals Trolleybus-Linien, die jedoch zugunsten des Ausbaues der U-Bahn sowie neuer Straßenbahnlinien eingestellt wurden.
Im 15. Oktober 2017 wurde der Testbetrieb eines neuen Oberleitungsbusbetriebs aufgenommen. Anders als bei klassischen O-Bussystemen sind nur Teilabschnitte der Strecke elektrifiziert, abseits davon verkehren die Busse mit Batterien. Im Jahr 2024 nahmen die O-Buslinien 58 und 59 den Betrieb auf und ersetzen die bisherigen Autobuslinien 119 und 140 vollständig.
Auch die Umwandlung weiterer Dieselbuslinien ist bis 2025 geplant.

### Seilbahn
Hauptartikel: Petřín-Standseilbahn, Letná-Standseilbahn
Die Petřín-Standseilbahn, 1891 eröffnet, verkehrt im 10-Minuten-Takt im Sommer sowie im 15-Minuten-Takt im Winter zwischen 9:15 und 20:45 Uhr. Sie fährt dabei von der Station Újezd über die Haltestelle Nebozízek auf den Petřín-Hügel. Sie ist insgesamt 510 m lang und überwindet einen Höhenunterschied von 130 m mit bis zu 29,5 Prozent Steigung und einer Geschwindigkeit von bis zu 4 m/s.
Es gab auch eine zweite Bahn dieser Art, die Letná-Standseilbahn, die ebenfalls 1891 eröffnet worden war, jedoch seit 1916 stillgelegt ist.